# Gonomyia bidentata
Gonomyia bidentata là một loài ruồi trong họ Limoniidae. Chúng phân bố ở miền Tân bắc.